# Bernard Bourreau
Bernard Bourreau (Garat, Charente, 2 de septiembre de 1951) fue un ciclista francés, que fue profesional entre 1973 y 1984, siempre al equipo Peugeot. Cuando era amateur ganó la medalla de bronce al Campeonato del Mundo en ruta por detrás de los polacos Ryszard Szurkowski y Stanisław Szozda. Participó en los Juegos Olímpicos de 1972. Actualmente es el seleccionador nacional francés.

## Palmarés
1971
- 1.º en el Manx Trophy

1973
- 1.º en la Ruta de Francia
- 1.º en el Tour del Gavaudan
- Vencedor de 2 etapas en el Girobio

1974
- 1.º en el Gran Premio de Isbergues

1975
- 1.º en la Ruta nivernaise
- Vencedor de una etapa en el Circuito de la Sarthe

1976
- Vencedor de una etapa en el Étoile des Espoirs

1978
- Vencedor de una etapa en el Tour de Limousin

1980
- Vencedor de una etapa en el Tour de Vaucluse

1981
- 1.º en el Tour de Vendée

1982
- Vencedor de una etapa en el Clásico RCN

## Resultados en Grandes Vueltas y Campeonato del Mundo
| Carrera                      | 1974 | 1975 | 1976 | 1977 | 1978 | 1979 | 1980 | 1981 | 1982 | 1983 | 1984 |
| ---------------------------- | ---- | ---- | ---- | ---- | ---- | ---- | ---- | ---- | ---- | ---- | ---- |
| Giro de Italia               | -    | -    | -    | -    | -    | -    | -    | -    | -    | -    | -    |
| Tour de Francia              | 52.º | 40.º | 30.º | 34.º | 28.º | 79.º | 40.º | 72.º | Ab.  | 53.º | 86.º |
| Vuelta a España              | 36.º | -    | -    | -    | -    | -    | -    | -    | -    | -    | -    |
| Campeonato del Mundo en ruta | -    | 15°  | -    | -    | -    | -    | -    | -    | -    | 21.º | 5º   |